# Башарин, Иван
Иван Башарин (1735—1774) — российский офицер, капитан Тобольского гарнизонного батальона.
Во время Пугачёвского восстания был пленён, избежал казни благодаря заступничеству своих солдат и присягнул Емельяну Пугачёву. Судьба Башарина заинтересовала А. С. Пушкина, который сделал его на время одним из главных персонажей будущего исторического романа, посвященного Пугачёвщине.

## Биография
Иван Башарин родился в 1735 году, согласно записям в послужном формуляре, происходил «из солдатских детей» и был записан на военную службу с 12 лет. Долгое время служил солдатом, затем капралом. Был участником Семилетней войны, в ходе которой за отличие в 1759 году произведён в сержанты, участвовал в сражениях при Цорндорфе, Пальциге, в сражении под Франкфуртом был ранен в ногу. По итогам кампании в 1763 году получил первое обер-офицерское звание прапорщика. Дослужился в армии до должности полкового квартирмейстера, в 1769 году произведён в капитаны с переводом на гарнизонную службу, был направлен в Тобольский гарнизон.
С началом Пугачёвского восстания из различных частей Тобольского гарнизона был сформирован отряд под командованием секунд-майора Ефрема Заева, направленный командующим Сибирским корпусом Деколонгом на помощь осаждённому Оренбургу. 27 ноября (8 декабря) 1773 года отряд Заева занял Ильинскую крепость, незадолго до этого захваченную отрядом пугачёвского атамана Хлопуши. После взятия Ильинской Хлопуша безуспешно пытался атаковать Верхне-Озёрную крепость, и 26 ноября к нему на помощь прибыл сам Пугачёв с атаманом Иваном Твороговым. Не сумев взять с ходу Верхне-Озёрную, Пугачёв получил известия об отряде Заева и 28 ноября атаковал Ильинскую крепость. В ходе ожесточённого двухдневного штурма повстанцы сумели сломить сопротивление правительственного отряда, в бою погибли более 200 солдат из 462 имевшихся в распоряжении Заева. Погиб и сам Заев и большинство его офицеров. Двое из троих захваченных в плен офицеров отказались принять присягу самозванцу и были повешены. Третьим был капитан Башарин, которого Пугачёв также приказал отправить на виселицу. Но за Башарина вступились его солдаты, сказав, что «оной капитан был до нас добр, и во всяких солдацких нуждах не оставлял». Пугачёв приказал остричь Башарина по-казацки вместе с его солдатами и записать всех в солдатский полк, которым командовали взятые в плен раньше подпоручики Астренёв и Шванвич.
В составе этого солдатского полка Башарин участвовал в боях при осаде Оренбурга, затем в конце января 1774 года был отправлен с отрядом солдат из тобольского гарнизона на Белорецкий завод. После того, как армия Пугачёва потерпела сокрушительные поражения у Татищевой крепости и Сакмарского городка, самозванец с небольшим количеством яицких казаков перебрался за излучину реки Белой, прибыв 14 апреля 1774 года на Белорецкий завод, где пробыл до 2 мая. Согласно показаниям солдата тобольского батальона Иванова, задержанного после очередного поражения пугачёвцев, вскоре после прибытия на Белорецкий завод «император Пётр Фёдорович» пожаловал Башарина «генералом», а двух других офицеров отряда − поручика Семёнова «полковником», сержанта Ерчугова − «майором». На допросах после ареста ни сам Пугачёв, и никто из главных пугачёвских атаманов не упоминал о столь высоких назначениях. Тем не менее, в отличие от многих других пленных офицеров, Башарин не сбежал в правительственный лагерь, хотя почти три месяца был свободен от контроля казачьих атаманов. По предположению историка Овчинникова, Башарин мог погибнуть в ходе боёв за уральские крепости − Магнитную, Степную или Троицкую, при поражении у последней погибло более 4 тысяч пугачёвцев.
Долгое время о судьбе Башарина и других офицеров отряда Заева не было ничего известно в правительственном лагере, тобольский обер-комендант Геленсберг в донесениях в Военную коллегию даже представлял Башарина к производству в секунд-майоры: «к повышению в следующий чин достоин, в настоящее время он находится в Оренбургской губернии против оказавшегося там злодея и возмутителя». Несмотря на имевшиеся в архивах секретных следственных комиссий показания фурьера тобольского отряда Панова об обстоятельствах боя за Ильинскую и показания солдата Иванова о том, что в апреле 1774 года Башарин всё ещё возглавлял один из отрядов в армии Пугачёва, эти сведения не дошли до Тобольска и обер-комендант Геленсберг и в июне, и в ноябре 1774 года продолжал называть Башарина среди действующих против Пугачёва офицеров. В январе 1775 года офицеры отряда Заева были наконец признаны погибшими в бою за Ильинскую крепость. В связи с этим Тобольская обер-кригс-комиссариатская канцелярия ходатайствовала в Военную коллегию о назначении вдове капитана Башарина Ирине Тимофеевне и его дочери Авдотье «вдовского и сиротского жалования».

## Один из прототипов героев «Капитанской дочки»
Первоначальный замысел исторического романа Пушкина о периоде Пугачёвщины строился на деталях биографии Михаила Шванвича. Но после получения из архива в феврале 1833 года документов о взятии Пугачёвым Ильинской крепости, поэт переделывает первоначальные планы романа, введя в качестве главного героя Башарина, о судьбе которого он узнал из найденных им показаний фурьера Панова. Не зная истинных деталей биографии Башарина, Пушкин наделил его фактами дворянской биографии, которыми реальный тобольский капитан, происходивший «из солдатских детей», обладать не мог:

Башарин в 1772 году отцом своим привезен в Петербург и записан в гвардию, за шалость послан в гарнизон. Он отправился из страха отцовского гнева. Пощажен Пугачевым при взятии крепости и отряжен с отдельной партией в Симбирск под начальством одного из полковников Пугачева. Он спасает отца своего, который его не узнает. Является к Михельсону, который принимает его к себе, отличается против Пугачева, принят опять в гвардию, является к отцу в Москву, идет с ним к Пугачеву.
…Старый комендант отправляет свою дочь в ближнюю крепость. Пугачев, взяв одну, подступает к другой. Башарин первый на приступе. Требует в награду…

…Башарин дорогою во время бурана спасает башкирца (le mutilé). Башкирец спасает его по взятии крепости. Пугачев щадит его, сказав башкирцу: «Ты своею головою отвечаешь за него». Башкирец убит…— Примечания Ю. Г. Оксмана к планам романа «Капитанская дочка». Собрание сочинений А. С. Пушкина Т. 6.
Пушкин представил Башарина юным человеком, ещё не вышедшим из-под опеки своего отца. Эпизод, когда старый Башарин попадает в плен пугачёвцам, должен был отобразить момент нравственного выбора Башарина-сына между восставшими казаками, к которым он присоединился, и своей семьёй и своим дворянским сословием. Ситуацию усугубляет то, что отец не хочет признавать своего сына, обнаруженного в толпе мятежников, изменившего присяге. Поэтому Башарин бежит к Михельсону, чтобы очиститься в глазах отца. После пленения Пугачёва отец и сын Башарины идут к нему, чтобы самозванец подтвердил, что Башарин попал к нему на службу по случайности и спас его от позора в глазах отца и общества. Основная часть «башаринского плана» посвящена поискам мотивировок, определявших поведение и поступки героя-дворянина на службе у Пугачёва. Прорабатываются и намеченные в предыдущих планах романа романтическая линия со спасением дочери коменданта пограничной крепости, а также мотив благодарности спасённого ранее разбойника, в ответ сохранившего жизнь героя. Поездка по местам, где проходило восстание, в сентябре 1833 года, прервало работу Пушкина над романом. Когда он вернулся к работе над его планами, место Башарина в качестве главного героя романа занял другой прототип, ещё один реальный персонаж, офицер на службе у Пугачёва, Валуев.